# Васильев, Денис (латвийский футболист)
Дени́с Васи́льев (латыш. Deniss Vasiļjevs; род. 7 декабря 1979, Лиепая) — латвийский футболист, полузащитник.
В 1995—1997 годах выступал за лиепайскую команду («ДАГ», «Балтика», «Металлург») в высшей лиге Латвии, за три сезона принял участие в 9 матчах.